# Elecciones estatales de Aguascalientes de 2021
Las elecciones estatales de Aguascalientes de 2021 se llevaron a cabo el domingo 6 de junio de 2021, y en ellas se renovaron los titulares de los siguientes cargos de elección popular del estado mexicano de Aguascalientes:
- 27 diputados estatales: 18 diputados electos por mayoría relativa y 9 designados mediante representación proporcional para integrar la LXV Legislatura.
- 11 ayuntamientos: Compuestos por un presidente municipal, un síndico y sus regidores. Electos para un periodo de tres años.

## Organización

### Partidos políticos
En las elecciones estatales tienen derecho a participar doce partidos políticos. Diez son partidos políticos con registro nacional: Partido Acción Nacional (PAN), Partido Revolucionario Institucional (PRI), Partido de la Revolución Democrática (PRD), Partido del Trabajo (PT), Partido Verde Ecologista de México (PVEM), Movimiento Ciudadano (MC), Movimiento Regeneración Nacional (MORENA), Partido Encuentro Solidario (PES), Fuerza por México (FPM) y Redes Sociales Progresistas (RSP). Y dos son partidos políticos estatales: Partido Libre de Aguascalientes y Nueva Alianza Aguascalientes.

### Proceso electoral
La campaña electoral inicia el 19 de abril y se extiende durante seis semanas, hasta el 2 de junio. La votación se realiza el domingo 6 de junio de 2021, de 8 de la mañana a 6 de la tarde, en simultáneo con las elecciones federales. Se estima que el computo final de resultados se publique el 13 de junio.

### Distritos electorales
Para la elección de diputados de mayoría relativa del Congreso del Estado de Aguascalientes el estado se divide en 18 distritos electorales.
| Distrito | Cabecera                  | Municipios                             | Mapa |
| -------- | ------------------------- | -------------------------------------- | ---- |
| 1        | Rincón de Romos           | Cosío, Rincón de Romos                 |      |
| 2        | El Llano                  | Asientos, El Llano                     |      |
| 3        | Pabellón de Arteaga       | Pabellón de Arteaga, Tepezala          |      |
| 4        | San Francisco de los Romo | Jesús María, San Francisco de los Romo |      |
| 5        | Aguascalientes            | Aguascalientes                         |      |
| 6        | Aguascalientes            | Aguascalientes                         |      |
| 7        | Jesús María               | Jesús María                            |      |
| 8        | Calvillo                  | Calvillo, San José de Gracia           |      |
| 9        | Aguascalientes            | Aguascalientes                         |      |
| 10       | Aguascalientes            | Aguascalientes                         |      |
| 11       | Aguascalientes            | Aguascalientes                         |      |
| 12       | Aguascalientes            | Aguascalientes                         |      |
| 13       | Aguascalientes            | Aguascalientes                         |      |
| 14       | Aguascalientes            | Aguascalientes                         |      |
| 15       | Aguascalientes            | Aguascalientes                         |      |
| 16       | Aguascalientes            | Aguascalientes                         |      |
| 17       | Aguascalientes            | Aguascalientes                         |      |
| 18       | Aguascalientes            | Aguascalientes                         |      |

## Resultados

### Congreso del Estado de Aguascalientes
|  | 42.37 % |

|  | 23.28 % |

|  | 9.38 % |

|  | 4.45 % |

|  | 3.20 % |

|  | 3.10 % |

|  | 2.68 % |

|  | 2.48 % |

|  | 2.09 % |

|  | 1.72 % |

|  | 1.28 % |

|  | 0.67 % |

|  | 0.11 % |

|  | 2.94 % |

|  | 100 % |

### Ayuntamientos
|  | 45.15 % |

|  | 21.94 % |

|  | 8.89 % |

|  | 3.80 % |

|  | 3.32 % |

|  | 3.24 % |

|  | 2.56 % |

|  | 2.33 % |

|  | 2.08 % |

|  | 1.59 % |

|  | 1.09 % |

|  | 0.73 % |

|  | 0.57 % |

|  | 97.4978 % |

|  | 2.5022 % |